# Siemierz (Lublin)
Siemierz (prononciation [ˈɕɛmjɛʂ]) est un village de la gmina de Rachanie, du powiat de Tomaszów Lubelski, dans la voïvodie de Lublin, situé dans l'est de la Pologne.
Il se situe à environ 7 kilomètres au nord-est de Rachanie (siège de la gmina), 17 kilomètres au nord-ouest de Tomaszów Lubelski (siège du powiat) et 100 kilomètres au sud-est de Lublin (capitale de la voïvodie).

## Administration
De 1975 à 1998, le village est attaché administrativement à l'ancienne voïvodie de Zamość.

Depuis 1999, il fait partie de la nouvelle voïvodie de Lublin.